# Lujo
Lujo se refiere a aquellos bienes, arreglos, manufacturas, obra de arte u objetos que exceden lo necesario. Es aquello que para ser adquirido sobrepasa los medios normales, cuya demanda se incrementa proporcionalmente con el aumento de ingresos a diferencia de los bienes para cubrir necesidades. Aunque tenga unas implicaciones morales profundas, el lujo es beneficioso para la actividad económica, además algunos de los productos de lujo, tal es el caso de los automóviles en algunos países del mundo tienen que pagar impuesto al lujo.
Además ha sido definido como "Lo mejor que el dinero puede comprar".

## Ejemplos de bienes con versiones de lujo

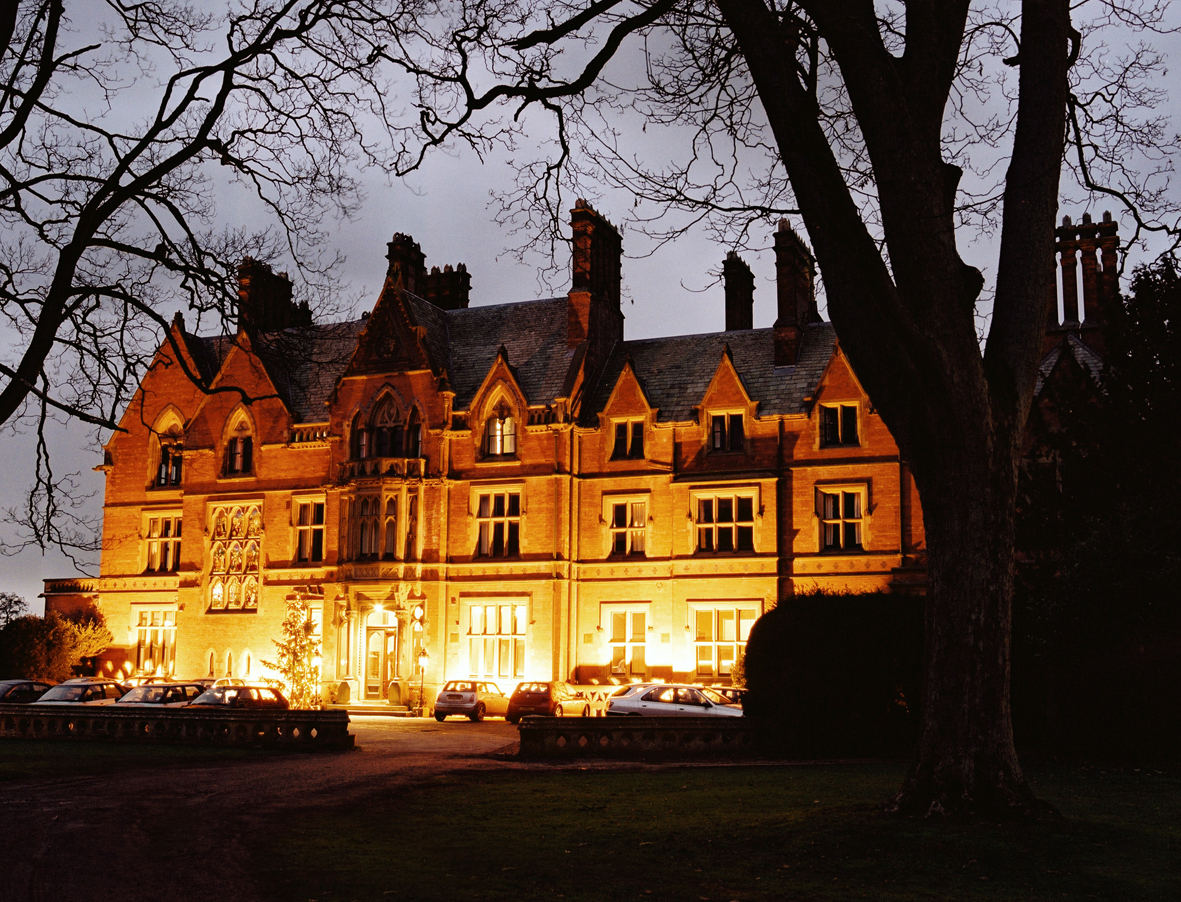
Mansión de lujo.

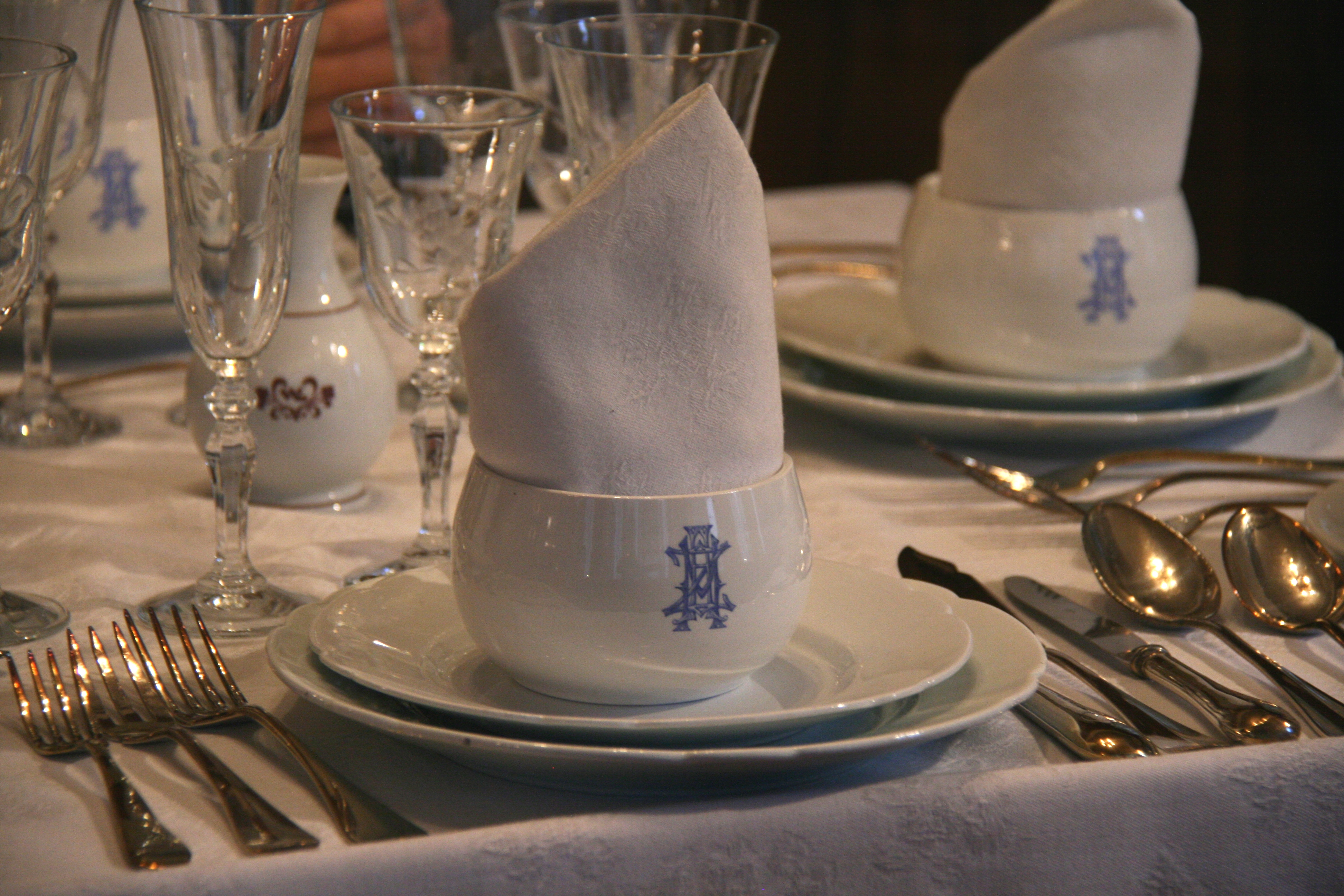
Servicio de mesa de lujo - Cubiertos, copas, vajilla, mantelería.

- Vehículos (como automóviles, yates, aviones, etc.).
- Vivienda.
- Ropa (como los abrigos de piel).
- Calzado.
- Mobiliario.
- Vajilla.
- Cubertería.
- Decoración.
- Joyas.
- Relojes.
- Grifos.
- Artículos tecnológicos (como cámaras fotográficas, pantallas de plasma, equipos musicales, computadoras, teléfonos móviles, etc.).
- Peletería.

## Ejemplos de servicios que son dados con lujo

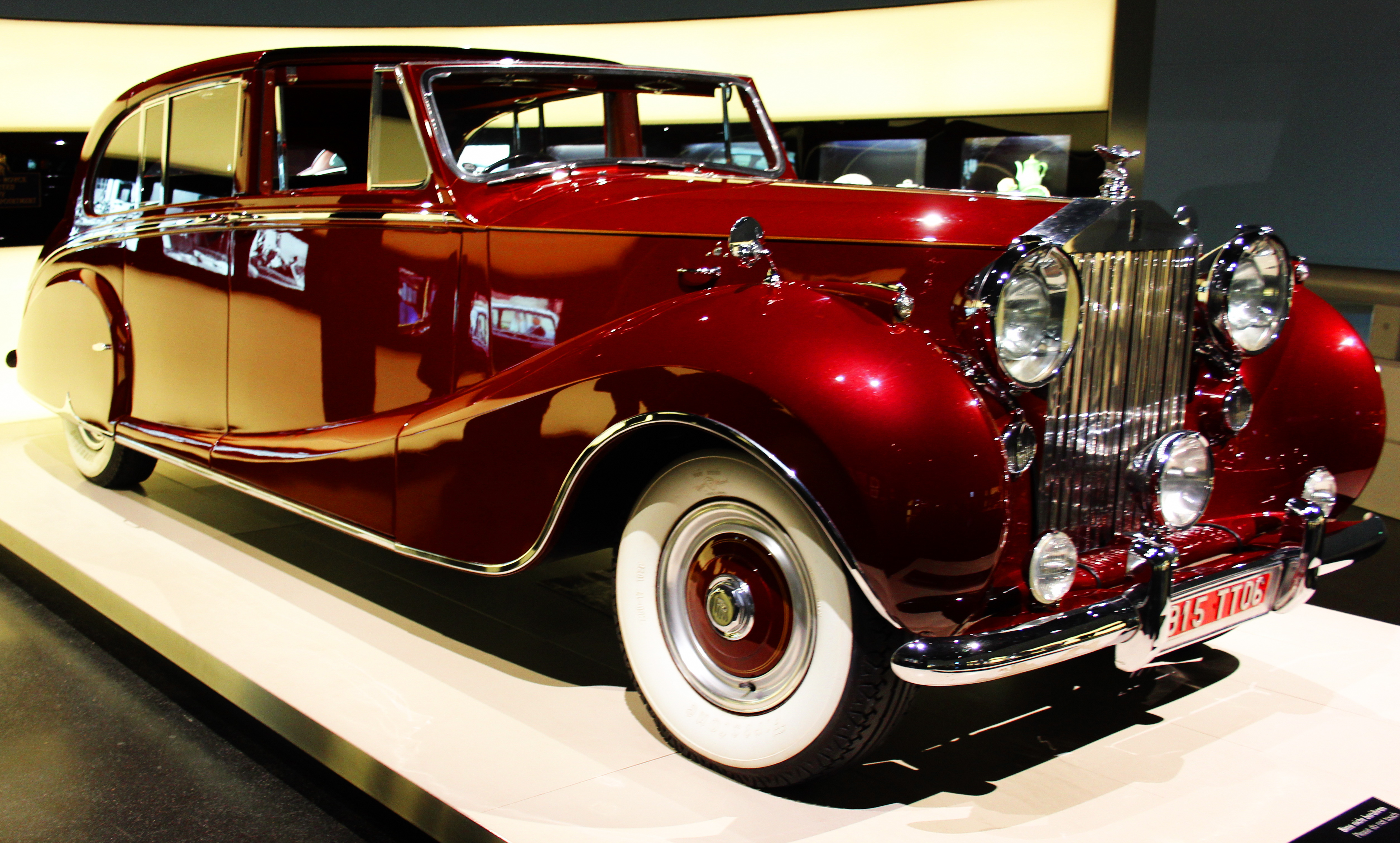
Un Rolls-Royce modelo Phantom IV, uno de los coches más exclusivos de la historia de la automoción.

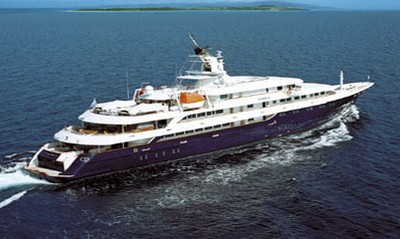
Yate de lujo

- Principalmente la industria del turismo y la gastronomía.
- Hotelería.
- Restaurantes.
- Alimentación (Chocolatería, licores, vinos, champán, etc.).
- Deportes de alto riesgo.[3]
- Cine.
- Limusina.
- Pieles.
- Alta costura.
- Viajes.
- salones de belleza. (cuidado capilar)

## El arte funerario
Desde la antigüedad se utilizaron piezas de arte y decoraciones de lujo, en los sepulcros de los faraones, reyes, papas y personas encumbradas.

## Marketing del Lujo
El lujo, más allá de su funcionalidad, se define como un concepto profundamente emocional y simbólico. El lujo no busca satisfacer necesidades prácticas, sino conectar con aspiraciones y emociones profundas. Este enfoque se diferencia de los productos "premium", que mejoran la calidad funcional de bienes básicos, mientras que el lujo trasciende la funcionalidad al representar un estatus, una historia o una identidad.
El marketing del lujo enfatiza atributos intangibles como la exclusividad, la artesanía y la conexión emocional. Por ejemplo, marcas como Hermès no solo ofrecen productos de alta calidad, sino que también crean una narrativa de escasez y pertenencia a una élite social. En este sentido, el lujo puede verse como una experiencia transformadora que conecta al consumidor con aspiraciones más elevadas y con una percepción idealizada de sí mismo.
Algunos autores, como Seth Godin, han calificado los bienes de lujo como "innecesariamente caros". Este concepto subraya que el valor de los productos de lujo no radica en su utilidad, sino en su capacidad de transmitir un mensaje de exclusividad y distinción. Este enfoque también coincide con el "efecto Veblen", según el cual el precio elevado de un bien no solo no reduce su demanda, sino que incrementa su deseabilidad como símbolo de estatus.
Desde el punto de vista psicológico y social, el lujo también cumple una función simbólica: permite a los consumidores expresar su identidad y pertenencia a un grupo selecto. Según esta perspectiva, el lujo es menos un objeto físico y más una experiencia emocional, diseñada para evocar sentimientos de exclusividad, orgullo y autorrealización.